# Eilema fumidisca
Eilema fumidisca là một loài bướm đêm thuộc phân họ Arctiinae, họ Erebidae.